# Maria Granberg
Maria Granberg, född 11 augusti 1986 i Värmland, är en svensk äventyrsatlet, föreläsare, skribent och beteendevetare.
Den 24 maj 2016 blev Maria den fjärde svenska kvinnan att bestiga världens högsta berg Mount Everest. Hon var andra svenska kvinna att bestiga berget från nordsidan, med syrgas. Den 12 augusti samma år nådde hon även toppen på Europas högsta berg, Elbrus, där hon träffades av blixten men överlevde och kunde slutföra expeditionen.
Förutom livet som äventyrsatlet arbetar Maria Granberg som föreläsare och coachar andra atleter i mental träning och rådgivning.